# Panchika
Panchika (sanskrit : पाञ्चिक, IAST : Pañcika ; chinois : 般闍迦 ; pinyin : bānshéjiā) est le dieu consort de la divinité bouddhiste des enfants, Hārītī (ou Kishimojin). Il est un dieu de la guerre (en), commandant en chef de l'armée de Yaksha de Vaiśravaṇa (ou Bishamonten), ainsi que de 27 autres généraux Yaksha.
On représente souvent Pañcika tenant une lance et un sac de joyaux, avec Hārītī, dans l'art greco-bouddhiste du Gandhara, où ils illustrent l'amour marital suivant l'intervention de Gautama Buddha. Les deux divinités sont très populaires dans le Gandhara vers la fin du IIe siècle et plusieurs statues leur sont dédiées.

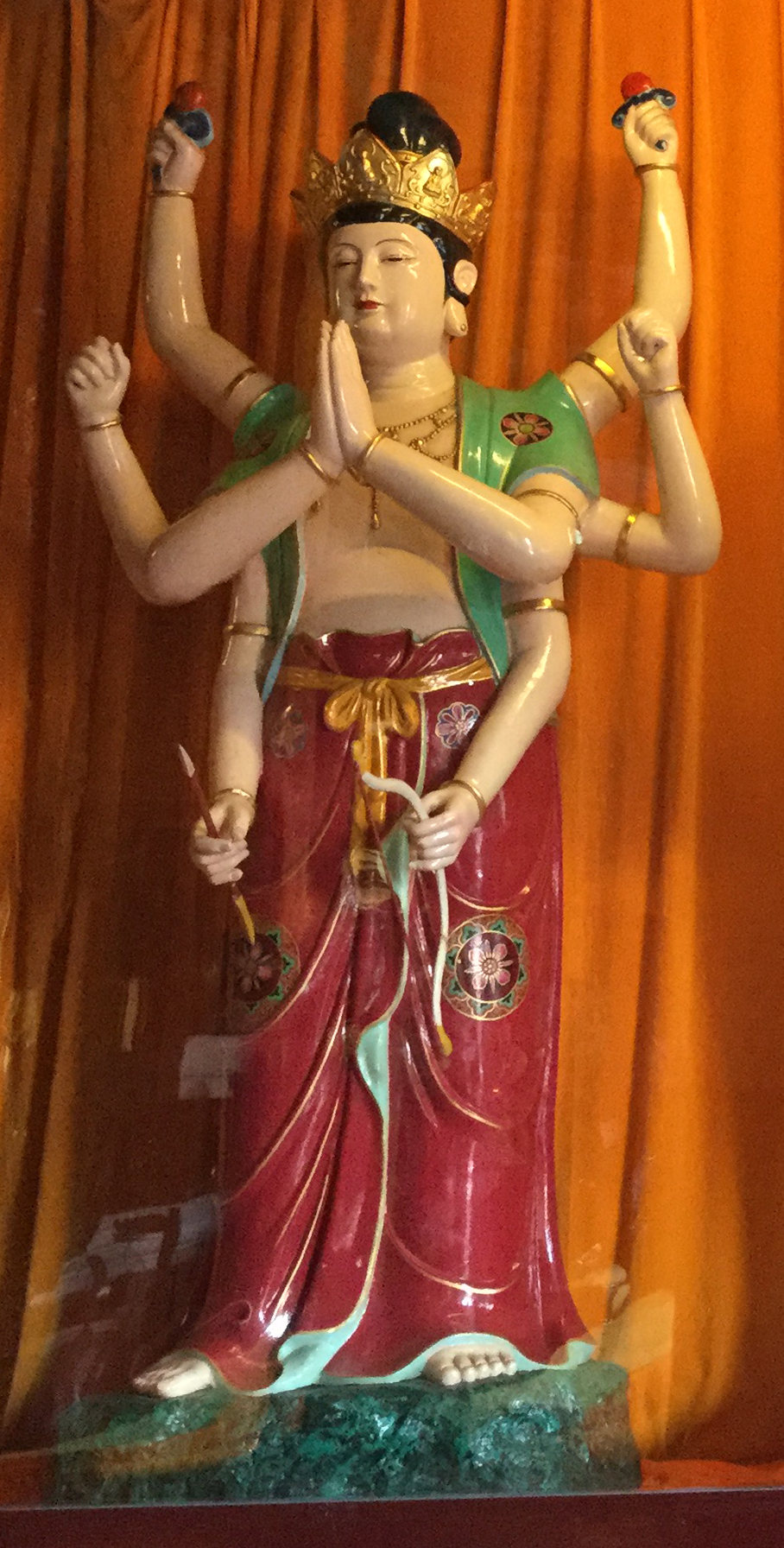
Représentation de Panchika à Shantou, en Chine